# Sigismund Bobaljević
Sigismund Bobaljević (djelovao u 16. st.) je bio hrvatski pjesnik iz Dubrovnika, iz plemićke obitelji Bobaljević.